# Natan Antonio Suárez Diaz
Natan Antonio Suárez Diaz (geboren am 20. Januar 1998 in Sarrià de Ter) ist ein spanischer Handballspieler, der auf der Spielposition Rückraum eingesetzt wird.

## Vereinskarriere
Er begann seine Handballkarriere im Jahr 2016 bei Unió Esportiva Sarria. Ab 2017 stand er für CD Agustinos de Alicante auf dem Platz, in der Saison darauf ab 2018 für SD Teucro. Nach seinem Wechsel im Dezember 2018 zu Liberbank Cuenca debütierte er mit dieser Mannschaft in der Liga Asobal, Spaniens höchster Spielklasse. Nach der aufgrund der COVID-19-Pandemie vorzeitig abgebrochenen Spielzeit 2019/2020 wechselte er zum Ligakonkurrenten Abanca Ademar León, wo er bis zum Ende der Spielzeit 2020/2021 unter Vertrag stand.
Seit der Spielzeit 2021/2022 spielt Suárez in Portugal beim Erstligisten Sporting Lissabon. Mit Sporting gewann er 2024 und 2025 die Meisterschaft, 2022, 2023, 2024 und 2025 den Pokal sowie 2023 und 2024 den Supercup.
Mit den Mannschaften aus Cuenca, León und aus Lissabon nahm er auch an den europäischen Vereinswettbewerben EHF Champions League, EHF European League und EHF Cup teil.

## Auswahlmannschaften
Sein erstes Spiel für eine Auswahl der RFEBM absolvierte er am 8. April 2019 gegen die Mannschaft Schwedens mit der Jugendnationalmannschaft Spaniens. Er nahm an der U-18-Europameisterschaft 2016 (6. Platz) teil. Bis Oktober 2016 wurde er in 19 Länderspielen des Teams eingesetzt und erzielte dabei 37 Tore.
Im Oktober 2017 absolvierte Suárez sein erstes Spiel für die spanische Juniorenauswahl, mit der auch an der U-21-Weltmeisterschaft 2019 (10. Platz) teilnahm. Bis Juli 2019 stand er für Spaniens Junioren in 19 Spielen auf dem Feld und warf darin insgesamt 56 Tore.